# Erlebniswissenschaft
Erlebniswissenschaft untersucht die Bedingungen des menschlichen Erlebens. Als interdisziplinäres Fach nutzt es Erkenntnisse aus verschiedenen Disziplinen wie zum Beispiel der Kognitionswissenschaft, der Neurobiologie, der Neurophysiologie und der Psychologie und verbindet diese zu einem umfassenden, integrativen und systemischen Arbeitsmodell.
Das Grundkonzept der Erlebniswissenschaft wurde 2011 vom österreichischen Biologen und Philosophen Gerhard Frank erstmals in Buchform veröffentlicht und seither in mehreren Publikationen weiter entwickelt.

## Grundlagen
Ausgangspunkt der Erlebniswissenschaft ist die Erkenntnis, dass jede Form des Erlebens durch interagierende Zellen verursacht und integriert wird. Zellen schließen sich vorübergehend zu Interaktionsverbänden zusammen und erzeugen dabei ein zellübergreifendes, kollektives Verhalten, in dem sich das individuelle Erleben manifestiert.
Bei diesen Interaktionen können zwei Formen zellulärer Koordination unterschieden werden: humorale und neuronale Koordination. Bei der humoralen Koordination tauschen Zellen Moleküle über die Körperflüssigkeiten aus, die den molekularen Zustand der Empfängerzelle modulieren. Bei der neuronalen Koordination fungieren Nervenzellen als Bindeglieder.
Sowohl bei humoraler als auch bei neuronaler Koordination entstehen im Gesamtverband aller Zellen Interaktionsmuster. Der Grund dafür ist einerseits die molekulare Spezifität der humoralen Koordination: Bestimmte Zellen können aufgrund ihrer Oberflächenbeschaffenheit nur bestimmte Moleküle aufnehmen. Andererseits ist dafür der grundlegende Mechanismus der Neuronen verantwortlich: Sie sind zu raschen elektrischen Zustandsänderungen fähig, sogenannten Aktionspotentialen, die sich gerichtet über den Zellkörper ausbreiten. Nervenzellen besitzen in der Regel viele Verästelungen, mit denen sie mit anderen Nerven- aber auch Körperzellen in physischen Kontakt treten. Sie bilden auf diese Weise ein komplexes Netzwerk, über das sich die elektrischen Zustandsänderungen von Zelle zu Zelle ausbreiten. Auch dabei kommt eine molekulare Spezifität zum Tragen: Manche Wechselwirkungen begünstigen, andere erschweren die Bildung von Aktionspotentialen in der Folgezelle. Da Nervenzellen untereinander in vielfältigem Kontakt stehen, überlagern sich negative und positive Wirkungen. Überwiegen in Summe die positiven Wirkungen, wird ab einem bestimmten Schwellenwert in der Folgezelle ein Aktionspotential ausgelöst. Auf diese Weise bilden sich Muster von interagierenden Zellen, die miteinander feuern.
Zwischen humoraler und neuronaler Ebene existieren darüber hinaus Schnittstellen, für die Nervenzellen verantwortlich sind, die zugleich sekretorisch wirken. Es sind daher grundsätzliche Wechselwirkungen zwischen humoralen und neuronalen Koordinationen anzunehmen, die das Erleben entsprechend prägen.

## Das Konzept der Erlebnisdomänen
Die Erlebniswissenschaft unterscheidet fünf autonome Prozessglieder, die im Erleben zusammenwirken und als Domänen bezeichnet werden: emotionales Erleben, sensomotorisches Erleben, kommunikatives Erleben, imaginatives Erleben, rationales Erleben. Die einzelnen Domänen sind beim Gesunden im individuellen Erleben klar unterscheidbar. Dies wird erlebniswissenschaftlich als Hinweis darauf gedeutet, dass jeweils eigene Gesetzlichkeiten die Domänen voneinander abgrenzen.
Da die Domänen gegenseitig aufeinander Bezug nehmen, kann das Erleben als ein sich selbst organisierendes, autopoietisches Phänomen verstanden werden.
Eine prinzipielle Unterscheidung der Domänen ist durch die beiden Koordinationsmechanismen gegeben, die dem menschlichen Erleben zugrunde liegen. Dabei wird das emotionale Erleben mit dem (neuro-)humoralen Koordinationsmechanismus identifiziert. Allen anderen Domänen, die durch rasche Wechsel gekennzeichnet sind, liegen neuronale Koordinationen zugrunde.
Erlebniswissenschaftlich werden Erlebnisinhalte durch Koordinationsmuster geschaffen, wobei hinter jedem Erlebnismuster ein spezifisches Koordinationsmuster steht. Der Duft der Rose wird durch ein anderes Koordinationsmuster repräsentiert als der Duft des Flieders. 

### Emotionales Erleben
Das menschliche Erleben wird von Stimmungen beeinflusst. Stimmungen sind allgegenwärtig und formen das Erleben. Distinkte Stimmungen wie etwa Neugier, Angst, Wut, Freude und Trauer haben ihre jeweils eigenen selektiven Auswirkungen auf das Erleben. Es sind emotionale, affektlogische Vektoren, die das Erleben bahnen, indem sie die Aufmerksamkeit des Erlebenden auf jeweils passende Koordinationen und Koordinationsmuster im Bereich der anderen Domänen richten.
Stimmungen haben zudem eine wichtige Funktion beim menschlichen Lernen. Sie markieren das Gelernte und sorgen in der Folge dafür, dass Menschen etwas gerne tun oder nicht. Jedes Lernen wird von Gefühlen begleitet, die sich an die neuronalen Koordinationen heften, die dabei auftreten. Heften sich positive Emotionen an die neuen Koordinationen, sorgen sie für deren Wiederholung. Im Falle negativer Emotionen werden die markierten Koordinationen vermieden. So entstehen die Vorlieben im menschlichen Erleben.
Das emotionale Erleben lässt sich damit als Pforte der anderen Erlebnisdomänen nutzen, was ein wichtiges Hilfsmittel in der praktischen Erlebnisarbeit darstellt.

### Sensomotorisches Erleben
Das Wahrnehmen ist die Interaktionsform, die den körperlichen Kontakt zur Umwelt herstellt. Dabei treten im koordinativen Geschehen stets zwei funktionale Bereiche zusammen: sensorische und motorische Zellen. Das Nervennetz verbindet beide zu wechselnden sensomotorischen Mustern. Wiederkehrende sensomotorische Muster liefern die physischen Konstanten des Erlebens.
Das erlebniswissenschaftliche Konzept der Sensomotorik schreibt damit jeder physischen Erfahrung eine duale Beschaffenheit zu: Jede Erfahrung ist sowohl durch ein sensorisches als auch ein motorisches Element gekennzeichnet, die miteinander in Beziehung stehen: kein Tasten ohne Muskeldruck, kein Sehen ohne motorische Koordination des Kopfes, kein Hören ohne feinmotorische Kontrolle des Trommelfells.

### Soziales Erleben
Beim kommunikativen Erleben interagieren Personen, indem sie ihre Koordinationen wechselweise aufeinander abstimmen. Dabei entsteht ein eigener Bereich der gegenseitigen Interaktion: die menschliche Sprache. Sie manifestiert sich in Form spezifischer neuronaler Koordinationsmuster, die ihrerseits mit Koordinationsmustern anderer Domänen in Beziehung stehen, wobei diese Beziehung beim Spracherwerb mitgelernt wird.

### Imaginatives Erleben
Das imaginative Erleben ist erlebniswissenschaftlich ein Derivat des sensomotorischen Erlebens. Der Bilderstrom im Kopf stammt primär aus der physischen Erfahrung. Bei Abwesenheit geeigneter Umweltausschnitte treten die gelernten Koordinationen als eigenständige neuronale Fragmente ohne sensorische und motorische Anteile in Erscheinung. 

### Rationales Erleben
Das rationale Erleben ist erlebniswissenschaftlich ein Derivat des kommunikativen Erlebens. Ähnlich wie im Falle des imaginativen Erlebens entwickeln die kommunikativen Koordinationen ein Eigenleben unabhängig von sozialen Interaktionen: das begriffliche Denken.

## Formen des Erlebens

### Wiederholungserlebnis
Repetitives Auftreten von Koordinationen bewirkt deren Speicherung. Dafür sorgt der molekulare Mechanismus des Lernens. Koinzidierende Koordinationen verknüpfen sich dabei und bilden die Handlungsfelder, die das menschliche Leben ordnen – Ernährung, Körperpflege, die berufliche Tätigkeit usw. Der Alltag vieler Menschen besteht zum großen Teil aus Wiederholungshandlungen, wobei das Erleben aus dem Fundus eingelernter Koordinationen schöpft: Zähne putzen, Duschen, Ankleiden, das Frühstück herrichten, Frühstücken, Schuhe schnüren, den Mantel anziehen, die Türe öffnen, Stiegen steigen usw.

### Lernerlebnis
Erlebnis, in dessen Verlauf neue Elemente (Koordinationsmuster) innerhalb eines bestehenden Handlungs-Zusammenhangs entstehen. Z. B. die Kenntnis einer neuen Formel im Rahmen des vorhandenen chemischen Verständnisses (rationales Erleben). Aber auch eine neue Figur im Rahmen bisher gelernter Tango-Schritte (Sensomotorisches Erleben).
Den Ausgangspunkt bei Lernerlebnissen bildet stets ein schon vorhandenes Koordinationsmuster, das sich differenziert. Unter anderem kann es sich dabei aufspalten sowie mit anderen Koordinationsmustern oder Teilen davon kombinieren.
Die erlebniswissenschaftliche Analyse konzipiert jedes Lernerlebnis als Ereignis aus zwei Schritten: Differenzierung und Kontextualisierung, das heißt, Eingliederung in einen Erlebniskontext, der dadurch an Komplexität gewinnt. Zum Beispiel eine neue Formel, die das bisherige chemische Verständnis erweitert oder ein neuer Tanzschritt, der das bisherige tänzerische Können bereichert.

### Transformationserlebnis
Erlebnis, in dessen Verlauf sich der Kontext, also der Zusammenhang zwischen einzelnen Koordinationsmustern, verändert. Ein bekanntes Beispiel aus der kulturellen Entwicklung des Menschen: der Übergang vom geozentrischen zum heliozentrischen Weltbild. Dieselben physischen Konstanten im sensomotorischen Erleben (Sterne) werden vom rationalen Erleben verschieden verknüpft und interpretiert. Lässt das geozentrische Weltbild die Planeten um die Erde kreisen, kreisen sie im heliozentrischen Weltbild um die Sonne – ein Unterschied, der Geschichte machte.
Transformationserlebnisse führen zu grundlegenden Veränderungen im Zusammenhang des Erlebens. Da Denk-, Fühl- und Handlungsgewohnheiten miteinander komplex vernetzt sind, haben Transformationserlebnisse in der Regel weitreichende Auswirkungen auf das menschliche Verhalten und Befinden. Im Kontext wissenschaftlicher Rationalität spricht man in diesem Zusammenhang auch von Paradigmenwechsel.

## Theoretische und praktische Konsequenzen

### Theoretische Konsequenzen
Erlebniswissenschaft verfolgt im systemtheoretischen Rahmen einen prozessorientierten Ansatz. Dieser wirft auch ein entsprechendes Licht auf allgemeine Fragestellungen und Phänomene, die mit dem Erleben vergesellschaftet sind. Dazu gehören etwa der Geist, die Seele, aber auch das Bewusstsein.
Im Lichte erlebniswissenschaftlicher Betrachtung lassen sich Geist und Seele als emergente Erscheinungen verstehen, die bei der Verbindung einzelner Erlebnisdomänen auftreten. Der Geist als körperloses Phänomen manifestiert sich demnach in den wechselwirkenden Prozessen des imaginativen und rationalen Erlebens. Er ist gewissermaßen mit dieser Zweiheit aus Denken und Imaginieren sowie dem damit verbundenen Wissen ident. Ähnlich lässt sich die Seele als emergenter Prozess mit der Dreiheit aus emotionalem, imaginativem und rationalem Erleben identifizieren.
Ein erlebniswissenschaftlicher Grundsatz besteht in der Analyse der zugrundeliegenden generativen Prozesse, die das Erleben erzeugen: Alles menschliche Erleben folgt aus Koordinationen zwischen Zellen und muss daher aus diesen abgeleitet werden können. Für das Bewusstsein als Gegenwartsphänomen ergibt sich damit ein Erklärungsansatz, der es mit einem spezifischen Modus Operandi innerhalb des mehrgliedrigen Prozess-Systems identifiziert. Konkret wird als generativer Mechanismus die rückgekoppelte Wechselwirkung zwischen Koordinationen von mindestens zwei Erlebnisdomänen vorgeschlagen; zum Beispiel das reziproke Wechselspiel zwischen sensomotorischem und rationalem Erleben, das im Alltag die Regel ist. Dieser Ansatz lässt aufgrund der kombinatorischen Möglichkeiten innerhalb des Erlebens mehrere Bewusstseinsformen erwarten; eine Annahme, die in den Arbeiten der Neurobiologen Gerald Edelman und Giulio Tononi hypothetisch bestätigt wird.
Ein bezeichnendes Licht wirft das erlebniswissenschaftliche Modell auch auf den Realitätsbegriff. Wie wissen Menschen, ob ein Ereignis real ist – das Knirschen des Kieses unter den Füßen beim Gehen – oder nicht – das Knirschen des Kieses im Kinofilm, das den Täter verrät? Hier liefert Erlebniswissenschaft eine überraschend einfache Antwort: Folgt ein sensorisches Ereignis aus einer vorhergegangenen motorischen Aktion, ist das Erlebnis real. Erfolgt es unabhängig davon, sind Sensorik und Motorik nicht kausal miteinander verknüpft, ist es virtuell. Realität ist also gleichsam ein Urteil, das die sensomotorische Domäne automatisch fällt.
Ebenso darf sich die Glücksforschung vom erlebniswissenschaftlichen Ansatz neue Impulse erwarten. Vom kroatischen Psychologen Mihály Csíkszentmihályi stammt das Flow-Konzept, das Glück als Zustand im Erleben beschreibt, bei dem sich der Mensch im Einklang mit der Welt fühlt. Da sich erlebniswissenschaftlich die Welt in den Koordinationen manifestiert, die das menschliche Erleben erzeugen, bedeutet dieses im Einklang stehen ein Ereignis, das zwischen den Domänen stattfindet. Die Domänen stehen miteinander im Einklang, wenn der Mensch Glück empfindet: das Fühlen (emotionales Erleben) mit dem Denken (rationales erleben) und beide mit dem Wahrnehmen (sensomotorisches Erleben) und so fort. Das erlebniswissenschaftliche Modell eröffnet damit einen Weg zu einer systematischen Handhabung des Glückerlebens.
Nicht zuletzt seien die wissenstheoretischen Implikationen erwähnt, die sich aus dem erlebniswissenschaftlichen Modell ergeben. Stellvertretend sei hier die auf den Philosophen Michael Polanyi zurückgehende Unterscheidung zwischen implizitem und explizitem Wissen aufgegriffen. Die erlebniswissenschaftliche Erkenntnis schließt ein Konzept mit ein, das jeder Domäne einen eigenen Wissensbereich zuschreibt. Aus erlebniswissenschaftlicher Sicht gibt es demnach mehrere Wissensformen mit jeweils eigenem Geltungsbereich, die jedoch miteinander in Beziehung stehen: emotionales Wissen, sensomotorisches Wissen, kommunikatives Wissen, imaginatives Wissen, rationales Wissen. Die ersten vier Wissensformen lassen sich nun dem impliziten Wissen zuordnen sowie das rationale dem expliziten Wissen.

### Praktische Konsequenzen
Renommierte Ökonomen wie etwa die beiden amerikanischen Wissenschaftler Joseph Pine und James Gilmore sprechen von der Erlebnisökonomie (Experience Economy) als der neuen Wirtschaftsära, die weltweit im Entstehen ist. Mit der Erlebniswissenschaft erhält diese neue Ära ihre systematische wissenschaftliche Grundlage. Sowohl die Freizeit- als auch die Arbeitswelt wird sich im Zuge dieser neuen Ära grundlegend verändern. In der Freizeitwelt sind diese Entwicklungen bereits im Gange. Man denke etwa an die zunehmende Bedeutung von Veranstaltungen mit Event-Charakter. Mit erlebniswissenschaftlicher Hilfe lassen sich Events, aber auch Freizeiteinrichtungen gezielt optimieren.
Einen maßgeblichen Einfluss wird die Erlebniswissenschaft in Zukunft auf die Arbeitswelt entfalten. Noch wird ein grundlegendes Qualitätsprinzip nicht genutzt: dass der Erlebniswert der Arbeit maßgeblich deren Ergebnis und damit die Arbeitsleistung bestimmt. Dass, mit anderen Worten, angewandte Erlebniswissenschaft einen effektiven Hebel für die Verbesserung der Arbeitsqualität liefern kann.
Vielleicht liegt aber die wichtigste Bedeutung der Erlebniswissenschaft in ihrem möglichen Beitrag zur Energiewende. In ihrem Lichte stellt sich die Energiewende als kollektives Transformationserlebnis dar, in deren Verlauf sich das menschliche Verhalten grundlegend verändert, also in allen Domänen. Mit seiner systematischen Herangehensweise ermöglicht Erlebniswissenschaft nun ein konsistentes, überprüfbares und voraussichtsvolles Vorgehen sowohl im Bereich der Planung wie der Durchführung notwendiger öffentlichkeitswirksamer Maßnahmen im Rahmen des Übergangs in eine nachhaltige Gesellschaft.

## Weiterführende Literatur

### Artikel
- Gerhard Frank: Zur Unterscheidung realer und virtueller Interaktion. In: interaktiv. Aufbruch zu neuen Wirklichkeiten? infodienst Kulturpädagogische Nachrichten Nr. 39, 1996:16.
- Gerhard Frank: Plädoyer für experimentelle Erfahrungsformen. Wodurch unterscheiden sich reale und virtuelle Interaktion? In: Interaktiv. Im Labyrinth der Wirklichkeiten. Hrsg. Wolfgang Zacharias. Essen: Klartext Verlag, 1996:296.
- Gerhard Frank: Das Bild dahinter. Zur Philosophie des Hands on. In: hands on! Kinder- und Jugendmuseum. Kulturort mit Zukunft. Hrsg. Nel Worm. Unna: LKD Verlag, 1994:48.
- Gerhard Frank: Konstruktivismus und Vermittlung: Interaktion als museologisches Paradigma. In: Museum im Kopf. Hrsg. Muttenthaler, Posch, Sturm. Wien: Turia + Kant, 1997:157.
- Gerhard Frank: Sinngesellschaft – Erlebnisgesellschaft. Demoevents und Funkonsum. In: Auf der Suche nach Sinn. Sinnleere. Lebenssinn. Wien: edition selene, 2000: 105.
- Gerhard Frank: Die Kunst des Staunens. Über die Inszenierung von Kulturparks. In: Kulturparks. Erbe und Entertainment. Hrsg. Eugen Scherer, Ilona Slawinski. St. Pölten: Publikationsreihe der Arbeitsgemeinschaft Donauländer, 2000: 97.
- Gerhard Frank: Zoodramaturgie. In: Zoopädagogik. Hrsg. Udo Gansloßer. Fürth: Filander Verlag, 2002: 229.
- Gerhard Frank: Becoming sustainable: Human determinants of change. In: Science of the Total Environment 481, (2014), 674–680, doi:10.1016/j.scitotenv.2013.09.084.

### Bücher
- Gerhard Frank: Erlebniswissenschaft. Über die Kunst Menschen zu begeistern. Münster, Berlin, London: LIT, 2011.
- Gerhard Frank: The Experience Science. A new discipline on the rise. Münster, Berlin, London: LIT, 2012.